# Platja d'El Cuerno (Valdés)
La Platja de El Cuerno està en el concejo de Valdés, en l'occident del Principat d'Astúries (Espanya) i pertany al poble de Bust. Està en la Costa Occidental d'Astúries, a la franja que rep la catalogació de Paisatge Protegit de la Costa Occidental d'Astúries.

## Descripció
La seva forma és lineal, té una longitud d'uns 80 m i una amplària mitjana de 10 m. El jaç està format per sorres torrades gruixudes i pedres. L'entorn és pràcticament verge, els accessos són per als vianants però molt difícils i inferiors a uns 700 m.
Per accedir a ella cal arribar al proper poble de Querúas abandonant la N 634 i prendre l'adreça de Busto seguint recte en la primera corba que apareix. A continuació hi ha una fila d'arbres i continuant uns 50 m es pot albirar la platja. Donada la dificultat d'accedir a peu, tal com es va indicar, que si es decideix per aquesta modalitat cal prendre moltíssimes precaucions i portar pantalons llargs per evitar burxades i rascades de matolls diversos, el millor és accedir per mar.